# ノーマン・W・サンダーソン
ノーマン・ウェスレー・サンダーソン・Jr.（英語: Norman Wesley Sanderson Jr.、1950年7月7日 - ）は、アメリカ合衆国の政治家。共和党所属。ノースカロライナ州議会議員。第2区（クレイブン郡・パムリコ郡・カータレット郡）選出。元々は、第3区（クレイブン郡・パムリコ郡）で出馬していた。

## 経歴
2021年、反トランスジェンダーに関する法案を提出。法案は、21歳未満の者に対して性別適合手術を行うことを医療従事者に禁止するものであり、また州職員が「子どもが自身の性別に従わない行動を示した」と認定した場合、親に通知することを義務付けるものである。

### 2006
2006年、サンダーソンはノースカロライナ州上院選挙において第2区で共和党現職ジーン・R・プレストンと予備選挙で争った。プレストンはサンダーソンを79.34% 対 20.66%で破った。
| 政党   | 政党   | 候補者                    | 得票数 | %      |
| ------ | ------ | ------------------------- | ------ | ------ |
|        | 共和党 | ジーン・R・プレストン     | 6,558  | 79.34  |
|        | 共和党 | ノーマン・W・サンダーソン | 1,708  | 20.66  |
| 総票数 | 総票数 | 総票数                    | 8,266  | 100.00 |

### 2008
2008年、サンダーソンはノースカロライナ州下院選挙において第3区の民主党現職アリス・グラハム・アンダーヒルと議席を争った。両者は予備選挙を経ずに直接対決となった。アンダーヒルはサンダーソンを僅差で破り、49.92%対47.65%となった。
| 政党   | 政党           | 候補者                         | 得票数 | %      |
| ------ | -------------- | ------------------------------ | ------ | ------ |
|        | 民主党         | アリス・グラハム・アンダーヒル | 16,943 | 49.92  |
|        | 共和党         | ノーマン・W・サンダーソン      | 16,173 | 47.65  |
|        | リバタリアン党 | ハーブ・ソベル                 | 825    | 2.43   |
| 総票数 | 総票数         | 総票数                         | 22,956 | 100.00 |

### 2010
サンダーソンは2010年もアリス・グラハム・アンダーヒル、リバタリアン党のハーブ・ソーベルと争った。今回は、サンダーソンが大差で議席を勝ち取り、得票率は63.69%対34.24%対2.08%となった。
| 政党   | 政党           | 候補者                         | 得票数 | %      |
| ------ | -------------- | ------------------------------ | ------ | ------ |
|        | 共和党         | ノーマン・W・サンダーソン      | 14,620 | 63.69  |
|        | 民主党         | アリス・グラハム・アンダーヒル | 7,859  | 34.24  |
|        | リバタリアン党 | ハーブ・ソベル                 | 477    | 2.08   |
| 総票数 | 総票数         | 総票数                         | 22,956 | 100.00 |

### 2012

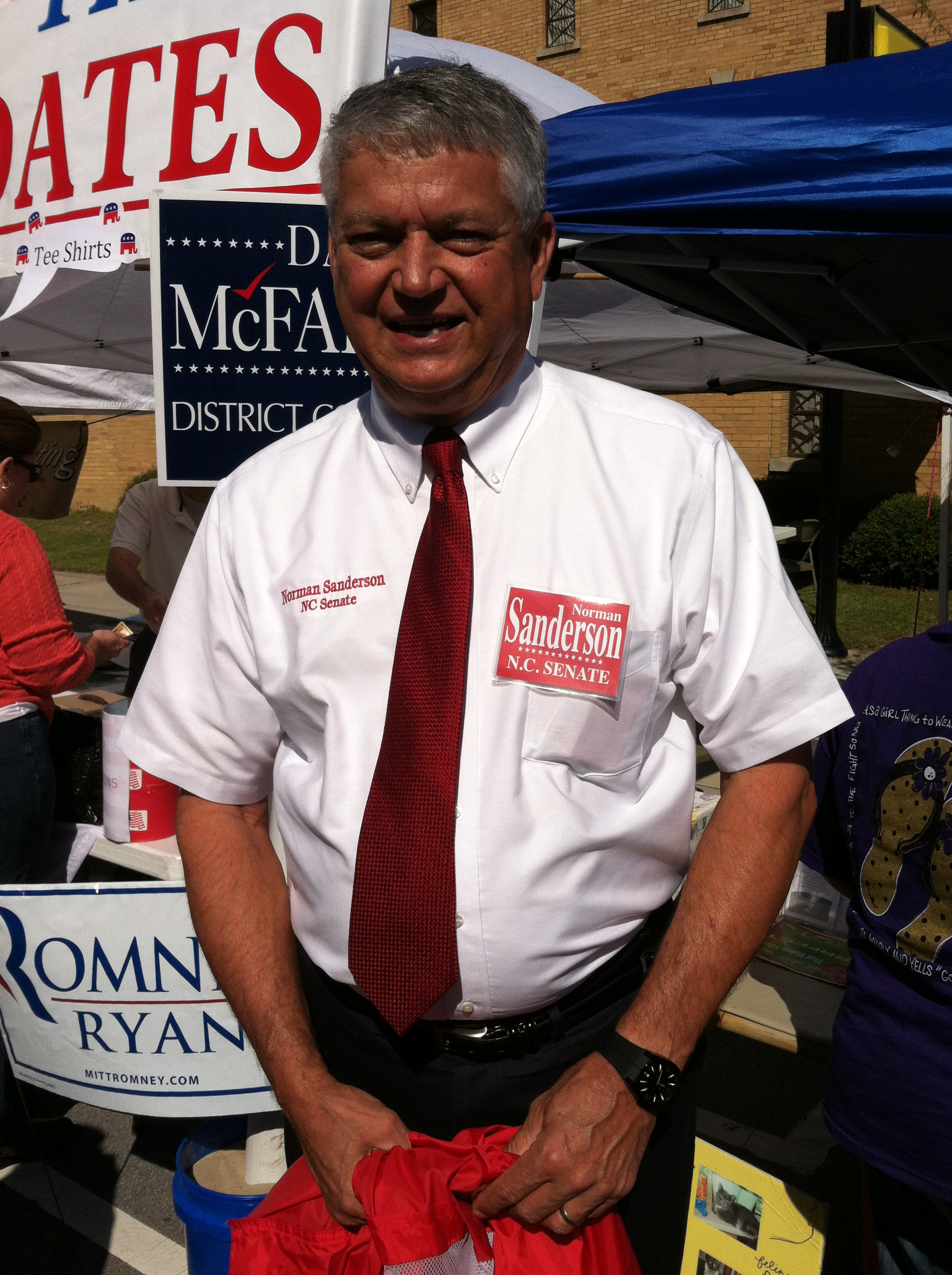
マムフェストでのサンダーソン（2012年、ニューバーン）

共和党現職ジーン・R・プレストンがノースカロライナ州上院第2区での再選を目指さないことを発表した後、サンダーソンは第2区での出馬を決定した。予備選挙では、ボーフォートの実業家ランディ・ラムジーと、パインノールショアーズの市長ケン・ジョーンズらと競った。サンダーソンは予備選挙で51.86%の票を獲得し、勝利した。その後、民主党候補のグレッグ・ミューズと総選挙で対決した。
| 政党   | 政党   | 候補者                    | 得票数 | %      |
| ------ | ------ | ------------------------- | ------ | ------ |
|        | 共和党 | ノーマン・W・サンダーソン | 11,057 | 51.86  |
|        | 共和党 | ランディ・ラムジー        | 6,819  | 31.98  |
|        | 共和党 | ケン・ジョーンズ          | 3,446  | 16.16  |
| 総票数 | 総票数 | 総票数                    | 21,322 | 100.00 |